# НАДФН-оксидаза
НАДФН-оксидаза (англ. NADPH oxidase)  — це електронтранспортна трансмембранна молекулярна машина, яка каталізує перенесення електронів з НАДФ•H, що окиснюється, на молекулу кисню, яка одноелектронно відновлюється до супероксид-аніона:
NADPH + 2O2  ↔ NADP+ + 2O2− + H+

## НАДФН-оксидази тварин

### Будова, локалізація та функції НАДФН-оксидаз тварин
На сьогодні відомо 7 тваринних ізоформ (гомологів) β-субодиниці Nox2-вмісної НАДФН-оксидази, а саме:
- Nox1 (англ. NADPH oxidase 1);
- Nox2 (англ. NADPH oxidase 2), gp91phox (англ. glycoprotein of 91 kDa, phagocyte  oxidase),β-субодиниця;
- Nox3 (англ. NADPH oxidase 3);
- Nox4 (англ. NADPH oxidase 4);
- Nox5 (англ. NADPH oxidase 5);
- Duox1 (англ. dual oxidase 1), Thox1 (англ. thyroid oxidase 1);
- Duox2 (англ. dual oxidase 2), Thox2 (англ. thyroid oxidase 2).

Таким чином в тварин виділяють 7 самостійно функціонуючих молекулярних машин, які здійснюють одноелектронне відновлення молекули кисню в супероксид-аніон з використанням НАДФ•H як донора електронів. З яких Nox1, Nox2, Nox3 та  Nox4 є субодиницями Nox1-, Nox2-, Nox3-, Nox4-вмісних НАДФН-оксидазних комплексів, а Nox5, Duox1 та Duox2 здатні самостійно функціонувати. Кожна з молекулярних машин характеризується будовою, локалізацією та функціями відмінними від інших.

#### Будова, локалізація та функції Nox1-вмісного НАДФН-оксидазного комплексу
До складу активного Nox1-вмісного НАДФН-оксидазного комплексу входять такі субодиниці: 
- Nox1 — основна каталітична субодиниця Nox1-вмісного НАДФН-оксидазного комплексу;
- p22phox  (англ. protein of 22 kDa, phagocyte  oxidase) — додаткова каталітична субодиниця Nox2-вмісного НАДФН-оксидазного комплексу, що міститься також в Nox1-вмісному НАДФН-оксидазному комплексі;
- NoxA1 (англ. NOX activator 1) — активаційна регуляторна субодиниця Nox1-вмісного НАДФН-оксидазного комплексу;
- NoxO1 (англ. NOX organizer 1) — організаційна регуляторна субодиниця Nox1-вмісного НАДФН-оксидазного комплексу.

До складу активного Nox1-вмісного НАДФН-оксидазного комплексу також входить малий G-білок Rac1 (англ. Ras-related C3 botulinum toxin substrate 1).
Клітинна локалізація: плазмалема.
Тканинна локалізація: клітини гладенької мускулатури кровоносних судин, ендотеліоцити, остеокласти, нейрони, гліальні клітини, епітеліоцити кишечника, фібробласти.
Функції: регуляція росту та міграції клітин гладенької мускулатури, інактивація внутрішньоклітинних фосфатаз та регуляція активності кіназних сигнальних каскадів, білків клітинного циклу та декількох факторів транскрипції.

#### Будова, тканинна локалізація та функції Nox2-вмісного НАДФН-оксидазного комплексу
Активний Nox2-вмісний НАДФН-оксидазний комплекс складається з таких білкових компонентів:
- gp91phox — основна трансмембранна каталітична субодиниця Nox2-вмісного НАДФН-оксидазного комплексу;
- p22phox — додаткова каталітична субодиниця Nox2-вмісного НАДФН-оксидазного комплексу;
- p47phox  (англ. protein of 47 kDa, phagocyte  oxidase) — організаційна регуляторна субодиниця Nox2-вмісного НАДФН-оксидазного комплексу;
- p40phox  (англ. protein of 40 kDa, phagocyte  oxidase) — структурна субодиниця Nox2-вмісного НАДФН-оксидазного комплексу;
- p67phox  (англ. protein of 67 kDa, phagocyte  oxidase) — активаційна регуляторна субодиниця Nox2-вмісного НАДФН-оксидазного комплексу;
- Rac1 — малий G-білок.

Субодиниці gp91phox  (β-субодиниця) та p22phox (α-субодиниця) локалізовані в мембрані і утворюють гетеродимерний флавогемопротеїн, відомий як цитохром b558. Встановлено, що цей флавогемопротеїн містить всі редокс-компоненти комплексу, що необхідні для трансмембранного перенесення електронів на молекулу кисню і її одноелектронного відновлення до супероксид-аніона. 
В третинній структурі β-субодиниці Nox2-вмісного НАДФН-оксидазного комплексу виділяють шість трансмембранних доменів та C- і N-кінці. В внутрішньоклітинній C-кінцевій частині субодиниці розташована ділянка зв'язування НАДФ•H, а також її простетична група ФАД. Між третім і п'ятим трансмембранними доменами gp91phox знаходяться два геми.
Трансмембранне перенесення електрону через gp91phox відбувається в напрямку:
НАДФ•H → ФАД → гем 1,2 → O2.
В третинній структурі α-субодиниці Nox2-вмісного НАДФН-оксидазного комплексу виділяють два трансмембранних домени та C- і N-кінці. Під час збирання активного комплексу, асоційована з gp91phox, α-субодиниця  специфічно зв'язуються з p47phox.
У неактивному стані цитоплазматичні складові НАДФН-оксидазної молекулярної машини утворюють комплекс, в якому в Nox2-вмісного НАДФН-оксидазного комплексу субодиниця p47phox слугує організатором комплексу, а p67phox – активатором. Субодиниці p47phox  та p40phox містять PX-домени, що зв'язують переважно PIP3, але можуть взаємодіяти і з фосфатидилсерином, і з деякими іншими ліпідами. Субодиниця p40phox додатково стабілізує активний комплекс, заякорюючи його на мембрані за рахунок зв'язування з PIP3.
Активована (ГТФ-зв'язана) форма малого G-білка Rac1 взаємодіє з N-кінцевою ділянкою субодиниці p67phox та є тригером для активації НАДФН-оксидазної молекулярної машини.

#### Будова, тканинна локалізація та функції Nox3-вмісного НАДФН-оксидазного комплексу
Складовими частинами активного Nox3-вмісного НАДФН-оксидазного комплексу є: 
- Nox3
- p22phox;
- NoxA1;
- NoxO1;
- Rac (Ras-related C3 botulinum toxin substrate).

Nox3-вмісний НАДФН-оксидазний комплекс виявлений тільки в клітинах ембріональних тканин, причому майже виключно в тканинах
внутрішнього вуха.

#### Будова, тканинна локалізація та функції Nox4-вмісного НАДФН-оксидазного комплексу
Активний Nox4-вмісний НАДФН-оксидазний комплекс утворений такими субодиницями:
- Nox4
- p22phox.

Nox4-вмісний НАДФН-оксидазний комплекс локалізований на цитоплазматичній стороні мембрани ЕПР, а також в ядрі в клітинах багатьох тканин, в тому числі гладком'язових, ендотеліальних клітинах, остеокластах, нейронах і фібробластах. Найбільша їх кількість в клітинах ниркових канальців.
Цей комплекс бере участь в старінні клітин, апоптозі і виживанні клітин, їх диференціюванні і міграції.

### Підручники
- Ярилин А.А. (1999). Основы иммунологии: Учебник. Москва: Медицина. с. 134-137. ISBN 5-225-02755-5.

### Періодичні видання
- Васильева Г.Г. Физиологическая роль кальция при бобово-ризобиальном симбиозе / Васильева Г.Г., Ищенко А.А., Глянько А.К. // Journal of Stress Physiology & Biochemistry. – 2011. – №.4. – Т. 7. — С. 398–414.
- Воробьева Н. В. NADPH-оксидаза нейтрофилов и заболевания, связанные с ее дисфункцией // Иммунология. — 2013. — Т. 34, № 4. — С. 232–238.
- Глянько А. К. Физиологическая роль кальциевой, НАДФН-оксидазной и NO- синтазной сигнальных систем на начальных этапах бобово-ризобиального симбиоза / А. К. Глянько, Г. Г. Васильева // Вісник Харківського національного аграрного університету. Сер. : Біологія. - 2014. - Вип. 1. - С. 18-29.
- Надеев А.Д. Активные формы кислорода в клетках сердечно-сосудистой системы / Надеев А.Д., Гончаров Н.В. // Комплексные проблемы сердечно-сосудистых заболеваний. - 2014. - № 4. - С. 80-94.
- НАДФН-оксидаза растений / А. К. Глянько и др. // Вісник Харківського національного аграрного університету. Серія : Біологія. – 2009. – № 2. – С. 6 -18.
- Таланов С. А. Роль NADPH-оксидази в паракринній та аутокринній регуляції функціональної активності тромбоцитів / С. А. Таланов, Т. І. Ляшенко, І. І. Паталах // Фізіологічний журнал. - 2013. - Т. 59, № 5. - С. 85-94.
- Ткачук В. А. и др. Пероксид водорода как новый вторичный посредник //Биологические мембраны. – 2012. – Т. 29. – №. 1-2. – С. 21-37.